# RC9 Heusden-Zolder
RugbyClub 9 Heusden-Zolder, kortweg RC9, is een rugbyclub in de Belgische gemeente Heusden-Zolder.
De club werd gesticht in 1996 in jeugdhuis ‘Club 9’ te Beringen. De club is al eerder gehuisvest geweest in Lummen en in het Helzoldstadion te Heusden-Zolder. Momenteel vinden de activiteiten plaats op de Vrijheid Site in Zolder. De club heeft een herenteam dat uitkomt in de Vlaamse 2e regionale en een damesteam in de Belgische 2e klasse. 

## Externe Link
- Officiële Website